# Lista de jogos de futebol do Clube de Regatas do Flamengo em 2018
Esta é a lista de jogos de futebol disputados pelo Clube de Regatas do Flamengo na temporada de 2018.

## Campanha
Essa foi a campanha na temporada 2018:
| v d e              | Mandante | Visitante | Clássicos | Total |
| ------------------ | -------- | --------- | --------- | ----- |
| Jogos              | 27       | 29        | 12        | 68    |
| Vitórias           | 18       | 14        | 5         | 37    |
| Empates            | 5        | 9         | 4         | 18    |
| Derrotas           | 4        | 6         | 3         | 13    |
|                    |          |           |           |       |
| Gols marcados      | 40       | 42        | 15        | 97    |
| Gols sofridos      | 12       | 24        | 11        | 47    |
| Saldo de gols      | +28      | +18       | +4        | +50   |
|                    |          |           |           |       |
| Aproveitamento (%) | 72,8%    | 58,6%     | 52,8%     | 63,2% |

Última atualização em 2 de dezembro de 2018.
Legenda:      Vitória —      Empate —      Derrota —      Clássico

## Mês a mês

### Janeiro
| 17 de janeiro Taça GB - 1ª | Volta Redonda | 0 – 2 | Flamengo                   | Volta Redonda                                                               |  |
| 21:45                      |               |       | Lucas Silva 34' · Pepê 50' | Estádio: Raulino de Oliveira Público: 5 440 Árbitro: RJ Rodrigo Nunes de Sá |  |

| 21 de janeiro Taça GB - 2ª | Flamengo            | 1 – 0 | Cabofriense | Rio de Janeiro                                                           |  |
| 20:45                      | Vinícius Júnior 33' |       |             | Estádio: Ilha do Urubu Público: 4 045 Árbitro: RJ João Batista de Arruda |  |

| 24 de janeiro Taça GB - 3ª | Flamengo    | 1 – 0  | Bangu | Rio de Janeiro                                                              |  |
| 19:30                      | Lincoln 36' | Súmula |       | Estádio: Ilha do Urubu Público: 4 589 Árbitro: RJ Leonardo Garcia Cavaleiro |  |

| 27 de janeiro Taça GB - 4ª | Flamengo | 0 – 0  | Vasco da Gama | Rio de Janeiro                                                      |  |
| 17:00                      |          | Súmula |               | Estádio: Maracanã Público: 20 862 Árbitro: RJ Bruno Arleu de Araújo |  |

### Fevereiro
| 4 de fevereiro Taça GB - 5ª | Nova Iguaçu | 0 – 1 | Flamengo       | Brasília                                                                              |  |
| 17:00                       |             |       | Rhodolfo 90+3' | Estádio: Mané Garrincha Público: 16 088 Árbitro: RJ Alexandre Vargas Tavares de Jesus |  |

| 10 de fevereiro Taça GB - Semifinal | Flamengo                                                   | 3 – 1 | Botafogo  | Volta Redonda                                                                 |  |
| 16:30                               | Éverton 35' · Henrique Dourado 48' · Vinícius Júnior 90+3' |       | Kieza 68' | Estádio: Raulino de Oliveira Público: 6 955 Árbitro: RJ Bruno Arleu de Araújo |  |

| 18 de fevereiro Taça GB - Final     | Boavista-RJ | 0 – 2  | Flamengo                                 | Cariacica                                                               |  |
| 17:00                               |             | Súmula | Kadu Fernandes 64' · Vinícius Júnior 77' | Estádio: Kleber Andrade Público: 17 787 Árbitro: RJ Rodrigo Nunes de Sá |  |
| \| \| Boavista \| \| Flamengo \| \| |             |        |                                          |                                                                         |  |
|                                     | Boavista    |        | Flamengo                                 |                                                                         |  |

| 21 de fevereiro Taça Rio - 1ª | Flamengo                                                                         | 4 – 0  | Madureira | Rio de Janeiro                                                        |  |
| 19:30                         | Diego 17' · Lucas Paquetá 35' · Henrique Dourado 74' (pen) · Vinícius Júnior 83' | Súmula |           | Estádio: Engenhão Público: 4 672 Árbitro: RJ Marcelo de Lima Henrique |  |

| 24 de fevereiro Taça Rio - 2ª | Fluminense                                       | 4 – 0  | Flamengo | Cuiabá                                                                             |  |
| 17:00                         | Marcos Júnior 1', 55' · Pedro 18' · Gilberto 40' | Súmula |          | Estádio: Arena Pantanal Público: 15 884 Árbitro: RJ Maurício Machado Coelho Júnior |  |

| 28 de fevereiro Libertadores - 1ª | Flamengo                                 | 2 – 2     | River Plate           | Rio de Janeiro                                                  |  |
| 21:45 (UTC−3)                     | Henrique Dourado 53' (pen) · Éverton 65' | Relatório | Mora 55' · Mayada 86' | Estádio: Engenhão Público: 0 (PF) Árbitro: PER Michael Espinoza |  |

### Março
| 3 de março Taça Rio - 3ª | Flamengo    | 1 – 0  | Botafogo | Rio de Janeiro                                                      |  |
| 17:00                    | Rhodolfo 3' | Súmula |          | Estádio: Engenhão Público: 9 015 Árbitro: RJ João Batista de Arruda |  |

| 7 de março Taça Rio - 4ª | Boavista-RJ | 0 – 3  | Flamengo                                    | Volta Redonda                                                             |  |
| 21:45                    |             | Súmula | Rodinei 64' · Diego 80' · Lucas Paquetá 87' | Estádio: Raulino de Oliveira Público: 3 601 Árbitro: RJ João Ennio Sobral |  |

| 10 de março Taça Rio - 5ª | Macaé    | 1 – 0  | Flamengo | Macaé                                                              |  |
| 19:30                     | Lepu 65' | Súmula |          | Estádio: Moacyrzão Público: 6 682 Árbitro: RJ Rafael Martins de Sá |  |

| 14 de março Libertadores - 2ª | Emelec     | 1 – 2     | Flamengo                 | Guaiaquil                                                                                   |  |
| 19:45 (UTC−5)                 | Angulo 64' | Relatório | Vinícius Júnior 77', 84' | Estádio: George Capwell Público: 30 000[carece de fontes?] Árbitro: PAR Mario Díaz de Vivar |  |

| 18 de março Taça Rio - 6ª | Flamengo                                                             | 4 – 0  | Portuguesa-RJ | Cariacica                                                                        |  |
| 16:00                     | Éverton Ribeiro 17' · Henrique Dourado 59' (pen) · Geuvânio 85', 88' | Súmula |               | Estádio: Kleber Andrade Público: 5 407 Árbitro: RJ Rodrigo Carvalhães de Miranda |  |

| 22 de março Taça Rio - Semi | Fluminense | 1 – 1  | Flamengo    | Rio de Janeiro                                                               |  |
| 20:00                       | Gum 45'    | Súmula | Éverton 84' | Estádio: Engenhão Público: 18 627 Árbitro: RJ Maurício Machado Coelho Júnior |  |

| 28 de março Carioca - Semi | Flamengo | 0 – 1  | Botafogo          | Rio de Janeiro                                                         |  |
| 21:45                      |          | Súmula | Luiz Fernando 38' | Estádio: Maracanã Público: 31 888 Árbitro: RJ Marcelo de Lima Henrique |  |

### Abril
| 7 de abril Amistoso | Atlético Goianiense | 1 – 3     | Flamengo                                     | Goiânia           |  |
| 16:00               | Wanderson 38'       | Relatório | Diego 46', 71' · Henrique Dourado 48' (pen.) | Estádio: Olímpico |  |

| 14 de abril Brasileiro - 1ª | Vitória                       | 2 – 2          | Flamengo                     | Salvador                                                          |  |
| 19:00                       | Yago 13' (pen) · Denílson 75' | Súmula Borderô | Lucas Paquetá 1' · Réver 72' | Estádio: Barradão Público: 12 669 Árbitro: MT Wagner Reway (FIFA) |  |

| 18 de abril Libertadores - 3ª | Flamengo            | 1 – 1     | Santa Fe   | Rio de Janeiro                                              |  |
| 21:45 (UTC−3)                 | Henrique Dourado 7' | Relatório | Morelo 30' | Estádio: Maracanã Público: 0 (PF) Árbitro: URU Andrés Cunha |  |

| 21 de abril Brasileiro - 2ª | Flamengo                        | 2 – 0          | América Mineiro | Rio de Janeiro                                                       |  |
| 19:00                       | Henrique Dourado 28', 35' (pen) | Súmula Borderô |                 | Estádio: Maracanã Público: 52 106 Árbitro: SP Leandro Bizzio Marinho |  |

| 25 de abril Libertadores - 4ª | Santa Fe | 0 – 0     | Flamengo | Bogotá                                                                              |  |
| 19:45 (UTC−5)                 |          | Relatório |          | Estádio: El Campín Público: 20 000[carece de fontes?] Árbitro: URU Daniel Fedorczuk |  |

| 29 de abril Brasileiro - 3ª | Ceará | 0 – 3          | Flamengo                             | Fortaleza                                                             |  |
| 16:00                       |       | Súmula Borderô | Vinícius Júnior 42', 53' · Diego 70' | Estádio: Castelão Público: 52 952 Árbitro: RS Anderson Daronco (FIFA) |  |

### Maio
| 2 de maio CB - Oitavas - Ida | Ponte Preta | 0 – 1          | Flamengo             | Campinas                                                                        |  |
| 19:30                        |             | Súmula Borderô | Henrique Dourado 33' | Estádio: Moisés Lucarelli Público: 9 789 Árbitro: RS Jean Pierre Gonçalves Lima |  |

| 6 de maio Brasileiro - 4ª | Flamengo                                | 2 – 0          | Internacional | Rio de Janeiro                                                               |  |
| 16:00                     | Lucas Paquetá 70' · Éverton Ribeiro 86' | Súmula Borderô |               | Estádio: Maracanã Público: 60 182 Árbitro: SP Luiz Flávio de Oliveira (FIFA) |  |

| 10 de maio CB - Oitavas - Volta | Flamengo | 0 – 0          | Ponte Preta | Rio de Janeiro                                                               |  |
| 19:30                           |          | Súmula Borderô |             | Estádio: Maracanã Público: 55 820 Árbitro: MG Ricardo Marques Ribeiro (FIFA) |  |

| 13 de maio Brasileiro - 5ª | Chapecoense                                              | 3 – 2          | Flamengo                                 | Chapecó                                                               |  |
| 16:00                      | Canteros 22' · Guilherme 68' (pen) · Leandro Pereira 90' | Súmula Borderô | Paolo Guerrero 48' · Vinícius Júnior 78' | Estádio: Arena Condá Público: 10 931 Árbitro: RS Leandro Pedro Vuaden |  |

| 16 de maio Libertadores - 5ª | Flamengo                   | 2 – 0     | Emelec | Rio de Janeiro                                                               |  |
| 21:45 (UTC−3)                | Éverton Ribeiro 47', 90+1' | Relatório |        | Estádio: Maracanã Público: 40 390[carece de fontes?] Árbitro: PER Diego Haro |  |

| 19 de maio Brasileiro - 6ª | Flamengo            | 1 – 1          | Vasco da Gama | Rio de Janeiro                                                               |  |
| 19:00                      | Vinícius Júnior 13' | Súmula Borderô | Wagner 18'    | Estádio: Maracanã Público: 35 208 Árbitro: MG Ricardo Marques Ribeiro (FIFA) |  |

| 23 de maio Libertadores - 6ª | River Plate | 0 – 0     | Flamengo | Buenos Aires                                           |  |
| 21:45 (UTC−3)                |             | Relatório |          | Estádio: Monumental de Núñez Árbitro: URU Andrés Cunha |  |

| 26 de maio Brasileiro - 7ª | Atlético Mineiro | 0 – 1          | Flamengo            | Belo Horizonte                                                             |  |
| 21:00                      |                  | Súmula Borderô | Éverton Ribeiro 79' | Estádio: Independência Público: 15 797 Árbitro: RS Anderson Daronco (FIFA) |  |

| 31 de maio Brasileiro - 8ª | Flamengo                      | 2 – 0          | Bahia | Rio de Janeiro                                                           |  |
| 16:00                      | Diego 41' · Lucas Paquetá 45' | Súmula Borderô |       | Estádio: Maracanã Público: 55 382 Árbitro: RS Jean Pierre Gonçalves Lima |  |

### Junho
| 3 de junho Brasileiro - 9ª | Flamengo         | 1 – 0          | Corinthians | Rio de Janeiro                                                        |  |
| 16:00                      | Felipe Vizeu 80' | Súmula Borderô |             | Estádio: Maracanã Público: 49 222 Árbitro: RS Anderson Daronco (FIFA) |  |

| 7 de junho Brasileiro - 10ª | Fluminense | 0 – 2          | Flamengo                                      | Brasília                                                                                    |  |
| 20:00                       |            | Súmula Borderô | Henrique Dourado 29' (pen) · Felipe Vizeu 78' | Estádio: Mané Garrincha Público: 60 000 Árbitro: PA Dewson Fernando Freitas da Silva (FIFA) |  |

| 10 de junho Brasileiro - 11ª | Flamengo                     | 2 – 0          | Paraná | Rio de Janeiro                                                                   |  |
| 19:00                        | Diego 20' · Felipe Vizeu 65' | Súmula Borderô |        | Estádio: Maracanã Público: 59 488 Árbitro: SP Marcelo Aparecido Ribeiro de Souza |  |

| 13 de junho Brasileiro - 12ª | Palmeiras  | 1 – 1          | Flamengo   | São Paulo                                                                    |  |
| 21:00                        | Willian 6' | Súmula Borderô | Thuler 54' | Estádio: Allianz Parque Público: 36 882 Árbitro: SC Bráulio da Silva Machado |  |

Após a rodada, o Campeonato Brasileiro foi suspenso em função da Copa do Mundo de 2018, na Rússia.

### Julho
| 18 de julho Brasileiro - 13ª | Flamengo | 0 – 1          | São Paulo   | Rio de Janeiro                                                           |  |
| 21:45                        |          | Súmula Borderô | Éverton 70' | Estádio: Maracanã Público: 55 986 Árbitro: PR Paulo Roberto Alves Junior |  |

| 21 de julho Brasileiro - 14ª | Flamengo                            | 2 – 0          | Botafogo | Rio de Janeiro                                                        |  |
| 19:00                        | Matheus Sávio 5' · Lucas Paquetá 7' | Súmula Borderô |          | Estádio: Maracanã Público: 42 182 Árbitro: SP Luiz Flávio de Oliveira |  |

| 25 de julho Brasileiro - 15ª | Santos      | 1 – 1          | Flamengo          | Santos                                                                   |  |
| 21:45                        | Gabriel 33' | Súmula Borderô | Bruno Henrique 2' | Estádio: Vila Belmiro Público: 11 843 Árbitro: BA Jailson Macêdo Freitas |  |

| 29 de julho Brasileiro - 16ª | Flamengo                                                        | 4 – 1          | Sport             | Rio de Janeiro                                                                   |  |
| 16:00                        | Réver 13' · Lucas Paquetá 47' · Éverton Ribeiro 50' · Uribe 63' | Súmula Borderô | Cláudio Winck 43' | Estádio: Maracanã Público: 58 817 Árbitro: SP Marcelo Aparecido Ribeiro de Souza |  |

### Agosto
| 1 de agosto CB - Quartas - Ida | Grêmio   | 1 – 1          | Flamengo      | Porto Alegre                                                              |  |
| 21:45                          | Luan 35' | Súmula Borderô | Lincoln 90+3' | Estádio: Arena do Grêmio Público: 37 358 Árbitro: SP Raphael Claus (FIFA) |  |

| 4 de agosto Brasileiro - 17ª | Grêmio                 | 2 – 0          | Flamengo | Porto Alegre                                                      |  |
| 19:00                        | Jael 45' · Marinho 47' | Súmula Borderô |          | Estádio: Arena do Grêmio Público: 14 649 Árbitro: PR Rafael Traci |  |

| 8 de agosto Libertadores - 8ª/ida | Flamengo | 0 – 2     | Cruzeiro                            | Rio de Janeiro                                                      |  |
| 21:45 (UTC−3)                     |          | Relatório | De Arrascaeta 9' · Thiago Neves 77' | Estádio: Maracanã Público: 45 967 Árbitro: ARG Néstor Pitana (FIFA) |  |

| 12 de agosto Brasileiro - 18ª | Flamengo             | 1 – 0          | Cruzeiro | Rio de Janeiro                                                                 |  |
| 16:00                         | Henrique Dourado 22' | Súmula Borderô |          | Estádio: Maracanã Público: 55 276 Árbitro: PA Dewson Fernando Freitas da Silva |  |

| 15 de agosto CB - Quartas - Volta | Flamengo           | 1 – 0          | Grêmio | Rio de Janeiro                                                        |  |
| 21:45                             | Éverton Ribeiro 5' | Súmula Borderô |        | Estádio: Maracanã Público: 55 461 Árbitro: MG Ricardo Marques Ribeiro |  |

| 19 de agosto Brasileiro - 19ª | Atlético Paranaense                          | 3 – 0          | Flamengo | Curitiba                                                                                |  |
| 16:00                         | Pablo 9' · Raphael Veiga 16' · Zé Ivaldo 20' | Súmula Borderô |          | Estádio: Arena da Baixada Público: 20 146 Árbitro: MG Igor Junio Benevenuto de Oliveira |  |

| 23 de agosto Brasileiro - 20ª | Flamengo  | 1 – 0          | Vitória | Rio de Janeiro                                                              |  |
| 19:30                         | Diego 40' | Súmula Borderô |         | Estádio: Maracanã Público: 51 878 Árbitro: GO Wilton Pereira Sampaio (FIFA) |  |

| 26 de agosto Brasileiro - 21ª | América Mineiro                      | 2 – 2          | Flamengo                                | Belo Horizonte                                                                |  |
| 16:00                         | Rafael Moura 22' · Gérson Magrão 86' | Súmula Borderô | Éverton Ribeiro 15' · Lucas Paquetá 60' | Estádio: Independência Público: 12 887 Árbitro: RS Jean Pierre Gonçalves Lima |  |

| 29 de agosto Libertadores - 8ª/volta | Cruzeiro | 0 – 1     | Flamengo       | Belo Horizonte                                              |  |
| 21:45 (UTC−3)                        |          | Relatório | Léo Duarte 69' | Estádio: Mineirão Público: 52 706 Árbitro: URU Andrés Cunha |  |

### Setembro
| 2 de setembro Brasileiro - 22ª | Flamengo | 0 – 1          | Ceará                | Rio de Janeiro                                                     |  |
| 11:00                          |          | Súmula Borderô | Leandro Carvalho 90' | Estádio: Maracanã Público: 61 277 Árbitro: SP Raphael Claus (FIFA) |  |

| 5 de setembro Brasileiro - 23ª | Internacional                            | 2 – 1          | Flamengo    | Porto Alegre                                                                  |  |
| 21:45                          | William Pottker 5' · Rodrigo Dourado 58' | Súmula Borderô | Vitinho 56' | Estádio: Beira-Rio Público: 31 487 Árbitro: MG Ricardo Marques Ribeiro (FIFA) |  |

| 8 de setembro Brasileiro - 24ª | Flamengo                   | 2 – 0          | Chapecoense | Rio de Janeiro                                                       |  |
| 21:00                          | Renê 43' · Diego 56' (pen) | Súmula Borderô |             | Estádio: Maracanã Público: 30 647 Árbitro: SP Leandro Bizzio Marinho |  |

| 12 de setembro CB - Semi - Ida | Flamengo | 0 – 0          | Corinthians | Rio de Janeiro                                                         |  |
| 21:45                          |          | Súmula Borderô |             | Estádio: Maracanã Público: 53 303 Árbitro: SC Bráulio da Silva Machado |  |

| 15 de setembro Brasileiro - 25ª | Vasco da Gama | 1 – 1          | Flamengo         | Brasília                                                                           |  |
| 19:00                           | Ríos 27'      | Súmula Borderô | Luiz Gustavo 61' | Estádio: Mané Garrincha Público: 54 288 Árbitro: SP Luiz Flávio de Oliveira (FIFA) |  |

| 23 de setembro Brasileiro - 26ª | Flamengo                            | 2 – 1          | Atlético Mineiro   | Rio de Janeiro                                                              |  |
| 16:00                           | Willian Arão 1' · Lucas Paquetá 53' | Súmula Borderô | Leonardo Silva 22' | Estádio: Maracanã Público: 39 462 Árbitro: PR Rodolpho Toski Marques (FIFA) |  |

| 26 de setembro CB - Semi - Volta | Corinthians                      | 2 – 1          | Flamengo     | São Paulo                                                                             |  |
| 21:45                            | Danilo Avelar 14' · Pedrinho 69' | Súmula Borderô | Henrique 18' | Estádio: Arena Corinthians Público: 44 249 Árbitro: MG Ricardo Marques Ribeiro (FIFA) |  |

| 29 de setembro Brasileiro - 27ª | Bahia | 0 – 0          | Flamengo | Salvador                                                                    |  |
| 21:00                           |       | Súmula Borderô |          | Estádio: Arena Fonte Nova Público: 31 059 Árbitro: MG Igor Junio Benevenuto |  |

### Outubro
| 5 de outubro Brasileiro - 28ª | Corinthians | 0 – 3          | Flamengo                            | São Paulo                                                                         |  |
| 21:00                         |             | Súmula Borderô | Lucas Paquetá 59', 65' · Renê 90+1' | Estádio: Arena Corinthians Público: 41 693 Árbitro: PR Paulo Roberto Alves Júnior |  |

| 13 de outubro Brasileiro - 29ª | Flamengo                          | 3 – 0          | Fluminense | Rio de Janeiro                                                              |  |
| 17:00                          | Uribe 10', 49' · Léo Duarte 45+1' | Súmula Borderô |            | Estádio: Maracanã Público: 52 924 Árbitro: GO Wilton Pereira Sampaio (FIFA) |  |

| 21 de outubro Brasileiro - 30ª | Paraná | 0 – 4          | Flamengo                                                           | Curitiba                                                                   |  |
| 19:00                          |        | Súmula Borderô | Lucas Paquetá 18' · Vitinho 51' · Uribe 57' · Henrique Dourado 90' | Estádio: Vila Capanema Público: 4 271 Árbitro: SC Bráulio da Silva Machado |  |

| 27 de outubro Brasileiro - 31ª | Flamengo          | 1 – 1          | Palmeiras | Rio de Janeiro                                             |  |
| 19:00                          | Marlos Moreno 80' | Súmula Borderô | Dudu 50'  | Estádio: Maracanã Público: 65 102 Árbitro: PR Rafael Traci |  |

### Novembro
| 4 de novembro Brasileiro - 32ª | São Paulo                    | 2 – 2          | Flamengo               | São Paulo                                                                  |  |
| 17:00                          | Diego Souza 8' · Helinho 50' | Súmula Borderô | Uribe 9' · Rodinei 81' | Estádio: Morumbi Público: 32 612 Árbitro: GO Wilton Pereira Sampaio (FIFA) |  |

| 10 de novembro Brasileiro - 33ª | Botafogo                | 2 – 1          | Flamengo    | Rio de Janeiro                                                         |  |
| 19:00                           | Erik 18' · Valencia 28' | Súmula Borderô | Vitinho 48' | Estádio: Engenhão Público: 19 267 Árbitro: SC Bráulio da Silva Machado |  |

| 15 de novembro Brasileiro - 34ª | Flamengo             | 1 – 0          | Santos | Rio de Janeiro                                                           |  |
| 17:00                           | Henrique Dourado 72' | Súmula Borderô |        | Estádio: Maracanã Público: 46 067 Árbitro: PR Paulo Roberto Alves Júnior |  |

| 18 de novembro Brasileiro - 35ª | Sport | 0 – 1          | Flamengo         | Recife                                                                   |  |
| 17:00                           |       | Súmula Borderô | Willian Arão 82' | Estádio: Ilha do Retiro Público: 26 005 Árbitro: SP Raphael Claus (FIFA) |  |

| 21 de novembro Brasileiro - 36ª | Flamengo              | 2 – 0          | Grêmio | Rio de Janeiro                                                         |  |
| 21:45                           | Uribe 46' · Diego 89' | Súmula Borderô |        | Estádio: Maracanã Público: 36 013 Árbitro: SC Bráulio da Silva Machado |  |

| 25 de novembro Brasileiro - 37ª | Cruzeiro | 0 – 2          | Flamengo                | Belo Horizonte                                                           |  |
| 17:00                           |          | Súmula Borderô | Éverton Ribeiro 8', 53' | Estádio: Mineirão Público: 27 616 Árbitro: RS Jean Pierre Gonçalves Lima |  |

### Dezembro
| 1 de dezembro Brasileiro - 38ª | Flamengo     | 1 – 2          | Atlético Paranaense             | Rio de Janeiro                                                          |  |
| 19:00                          | Rhodolfo 22' | Súmula Borderô | Matheus Rossetto 64' · Roni 70' | Estádio: Maracanã Público: 66 046 Árbitro: SP Flávio Rodrigues de Souza |  |